# JoJo kort

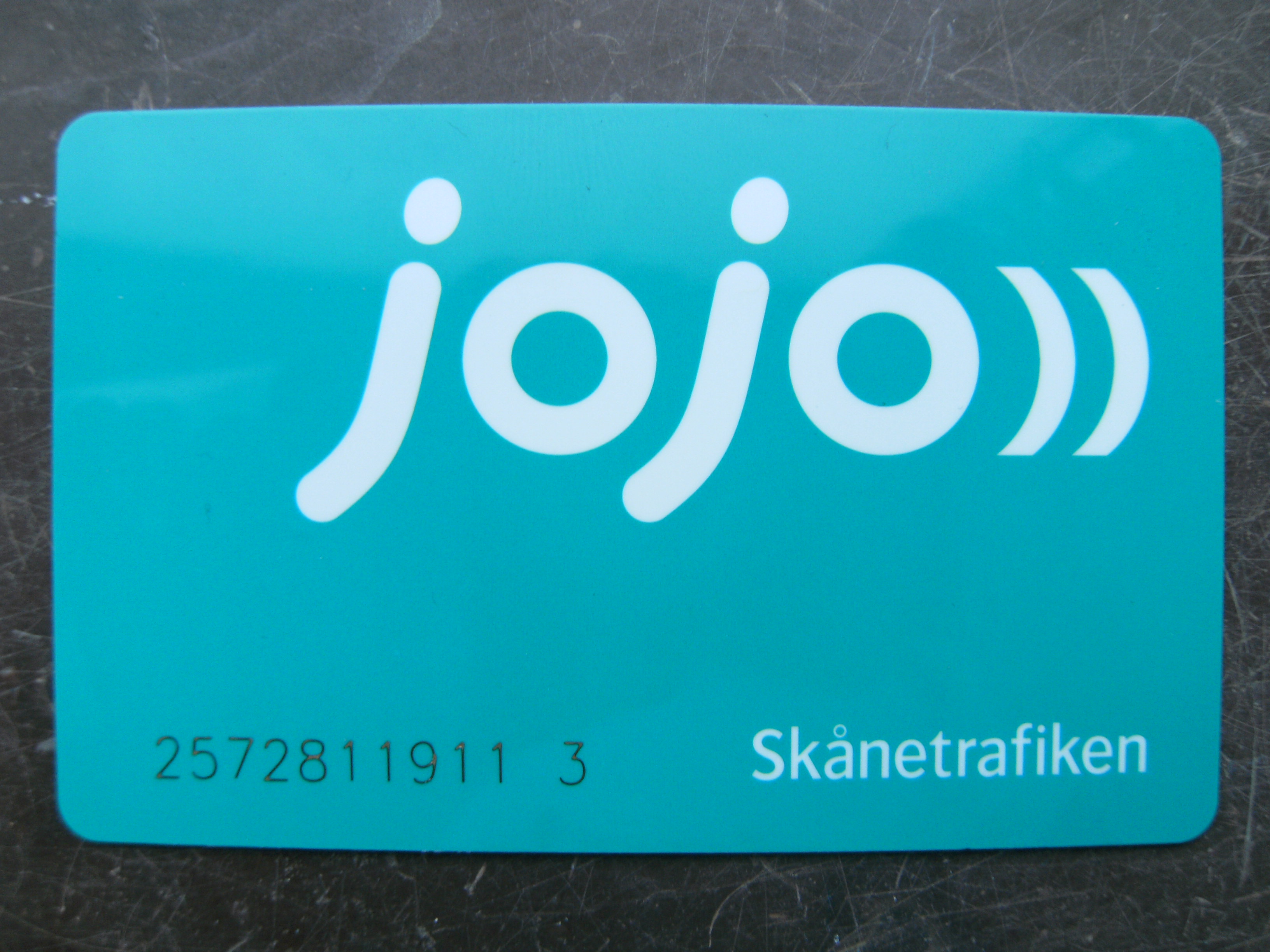
Skånetrafiken jojo kort, een OV-betaalkaart in de Zweedse provincie Skåne

De jojo kort was een elektronische betaalkaart en toegangspas voor het openbaar vervoer, vergelijkbaar met de Nederlandse OV-chipkaart, die in de Zweedse provincie Skåne werd gebruikt.

## Geschiedenis
In 2005 besloot Skånetrafiken tot het nemen van proeven met de chipkaart. Hierbij werd sinds april 2007 geëxperimenteerd in Ängelholm en tijdens de zomer van 2008 in Lund. Het testen van deze jojo kort werden uitgevoerd door Cubic Transportation System Limited in opdracht van het Skånetrafiken.
Op 23 oktober 2009 werden de oude korting- en abonnementkaarten vervangen door de jojo kort. Het is de bedoeling om in 2010 alle oude toegangsbewijzen te hebben vervangen.

## Techniek
De jojo kort is uitgerust met een RFID-chip voor gegevensoverdracht.

## Foto's

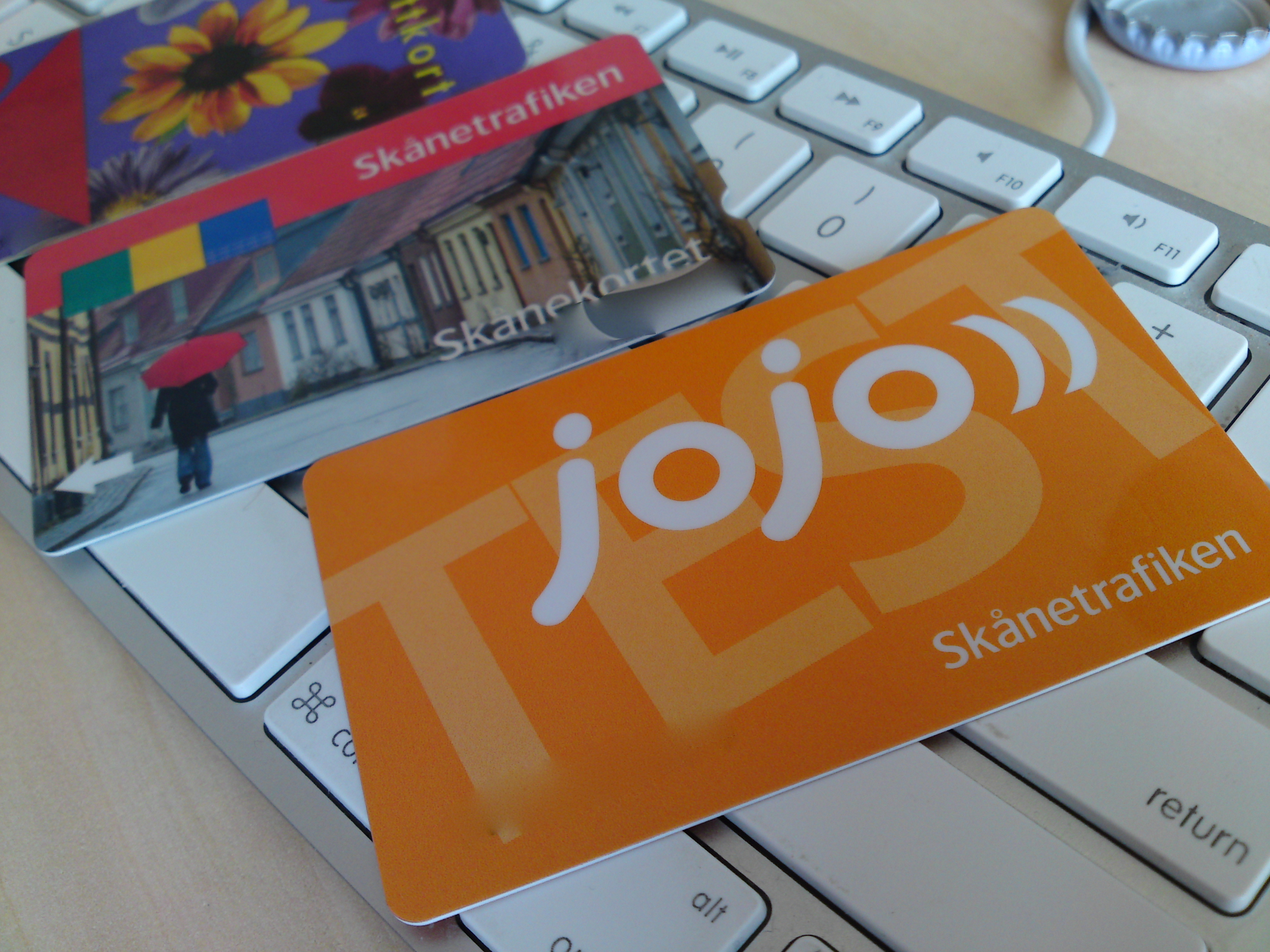